# Dee (Aberdeenshire)
Dee (anglicky River Dee, skotskou gaelštinou Uisge Dè) je řeka ve správní oblasti Aberdeenshire v severním Skotsku (Spojené království). Je 150 km dlouhá. Povodí má rozlohu 2040 km².

## Průběh toku
Pramení v severních výběžcích pohoří Grampiany. Teče ze západu na východ po rovině. Ústí do Severního moře nedaleko Aberdeenu.

## Vodní režim
Průměrný roční průtok vody činí 40 m³/s, maximální až 1200 m³/s.

## Využití
V ústí se nachází vlídná zátoka a doky u města Aberdeenu.